# Stygnus luteus
Stygnus luteus is een hooiwagen uit de familie Stygnidae.